# ゾウによる踏み付け

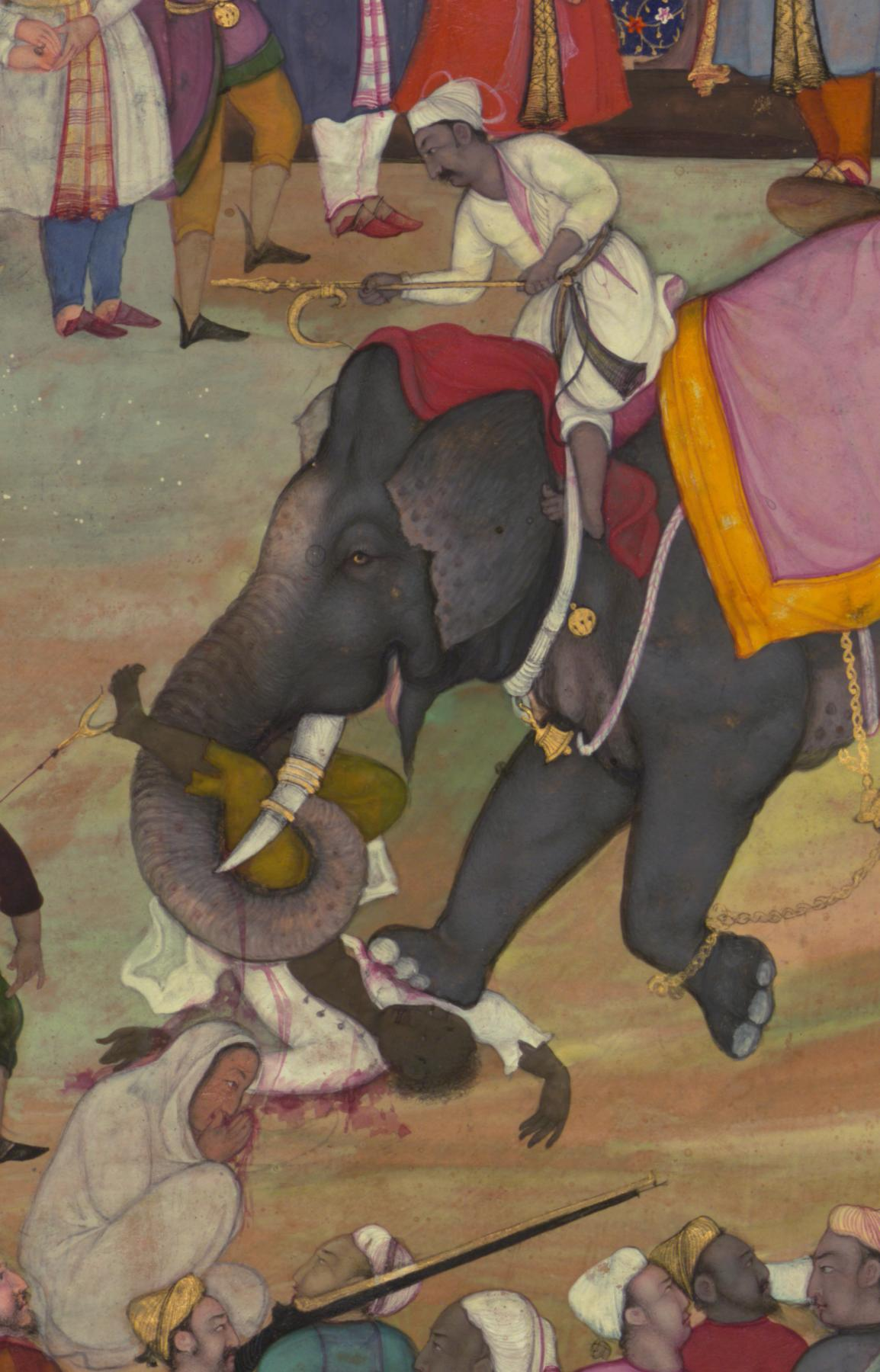
ムガル皇帝アクバルの治世の公式年代記アクバルナーマの挿絵

ゾウによる踏み付け（ゾウによるふみつけ）は、東南アジアや南アジア、特にインドで一般的であった死刑方法である。公開処刑の場にて、アジアゾウが囚人の手足を寸断または拷問した。ゾウたちは訓練されて多才であり、囚人をすぐに殺すことも、あるいは長時間にわたってゆっくり拷問することもできた。ゾウの多くは王族に飼育されていた。処刑をするゾウたちは、絶対君主制統治者の権力と、野生動物を支配する能力の両方を知らしめる役割を果たした。
ゾウが囚人を処刑する光景は、ヨーロッパ人旅行者に恐れを抱かせ、そしてまた関心を引いた。アジアでの生活を綴った、当時の報告や日記にゾウによる処刑の記録が残っている。18-19世紀にかけてその地域を植民地化したヨーロッパの植民地勢力によって、その慣行は最終的に下火になった。主にアジアに限定されていたが、特に反乱兵を処理するために古代ローマや古代カルタゴでも、この処刑方法が使われることもあった。

## 文化的側面
ローマ人により死刑執行者として使われたライオンやクマなどの他の野生動物に比べ、ゾウの知性、飼いやすさ、多才さはかなりの利点を与えた。ゾウは様々な方法で囚人を処刑するように訓練することができ、拷問によりゆっくりと罪人の苦痛を長引かせたり、頭を踏むことで素早く死なせたりすることを教えられた。
歴史的に、ゾウたちは乗り手あるいはマフートの永続した管理下にあったため、君主が最期の数分の一時的救済を与えたり、慈悲深い性質を示すことを可能にした。複数のこうした恩赦の行使は、アジアの様々な王国で記録されている。有罪人が「ひどく傷つかないようややゆっくりと地面に」転がすようにするため、シャムの国王はゾウを訓練した。ムガル皇帝アクバルは「『反逆者』を罰するためにこの手法を使い、最後には大いに懲らしめられたと思われる囚人は命を与えられた」と言われている。ある時アクバルは、恩赦を与える前にそうした扱いで5日間苦しめるため、ゾウたちのもとへある囚人を投げつけたと記録されている。ゾウたちは死刑囚がゾウを避けられれば釈放される神明裁判に使われることもあった。
こうした流儀におけるゾウの使用は、生死を施す一般的な王権を越えたものであった。ゾウは王権の象徴として長い間用いられてきた（白象が崇拝されているタイ王国のように、現代でもそうした場所がある）。動物たちの国家権力の道具としての使用は、完全な支配者に置かれた非常に強力な生物を君主が支配できるというメッセージを伝えた。このように、統治者は野獣に対して道徳的そして精神的支配を維持していると見做され、臣民の間でその権威と神秘的雰囲気を高めた。

## 地理的範囲

ゾウによる処刑が行われていた地域

ゾウによる処刑は西洋と東洋の帝国により世界各地で行われてきた。こうした処刑の最古の記録は古典古代に遡る。しかし、その時代までにはその慣行は確立されており、19世紀まで続けられた。アフリカゾウはアジアゾウよりもかなり大きいが、アフリカの諸国では戦争や儀式の際に、動物を使役する習慣はなかった。

### アジア

#### 東南アジア
東南アジアの処刑でゾウたちが使われたことが広範囲で報告されている。インドシナ半島の反対側のチャンパ王国と、同じく、有史初期のビルマやマレーシアで使われた。シャムでのゾウたちは、死刑囚を踏み殺す前に空中に放り投げるように訓練されていた。アレクサンダー・ハミルトンはシャムから以下のように説明をしている。
反逆や殺人についてはゾウが死刑執行者である。死刑囚は、その目的のために地面に打ち込まれた杭に固定され、ゾウは彼を見るために連れてこられ、彼の周りを2、3度回り、象の番人が怪物のような執行者に話しかけると、象は自分の鼻を死刑囚と杭に絡ませ、杭を地面から破壊的力で引き抜き、人と杭を空中に放り投げ、そして落ちてくると歯で受け止め、再度下ろす時には前の片足を遺体に乗せて平らに押し潰す。
ジョン・クラウフォードは日記に、1821年にイギリスの特命使節として勤めた、コーチシナの王国でのゾウによる処刑方法を記録した。彼は「犯罪者を杭に縛り、『陛下のお気に入りの』ゾウが犯罪者を撥ねて潰し殺した」と回想している。
ベトナム史上最後の王朝・阮朝の初代皇帝である嘉隆帝は、自身の一族の仇である西山朝の最後の君主・阮光纘をゾウを動力とした八つ裂きの刑で処刑した。

#### インド

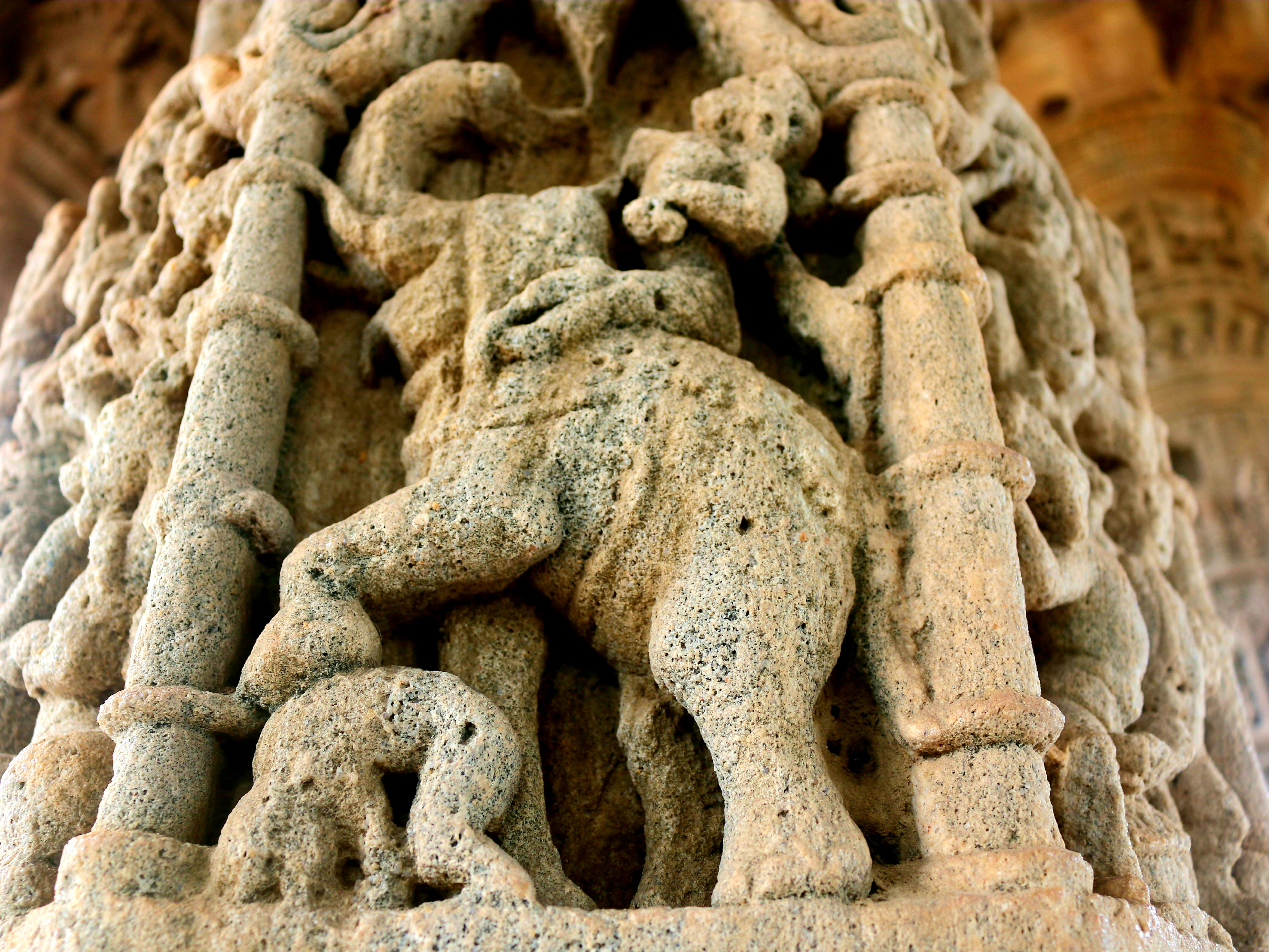
グジャラート州のサン寺にある、11-12世紀の装飾柱に彫られたゾウによる処刑

インドでは、何世紀にもわたって死刑執行者としてゾウが使われる場合があった。ヒンドゥー教やイスラム教の君主は、脱税者や反乱者、敵兵を同様に「ゾウの足下で」処刑した。紀元前2世紀から2世紀頃に書かれた『マヌ法典』は、多くの犯罪のためのゾウによる処刑を記述している。例えば、財産が盗まれた場合、「王は、その消失に関連して捕らえられた泥棒たちをゾウにより処刑すべきだ」。例えば、1305年、デリー・スルターン朝はモンゴル民族の捕虜をゾウにより潰させて、公衆の娯楽とした。
ムガル帝国の時代には、「ゾウの足元で犯罪者を踏ませるのは、近年の一般的な処刑方法だ」。ハミルトンは、ムガル皇帝シャー・ジャハーンが問題を起こした軍司令官を「エレファント・ガーデンに運び、恥ずべき恐ろしい死だと考えられていた、ゾウにより処刑させるよう」命じる様子を、1727年に記している。皇帝フマーユーンは、自分の治世に酷評的だと彼が誤解したイマームを、ゾウで潰すよう命じた。自身の気晴らしのためにこの処刑方法を導入した君主もいる。皇帝ジャハーンギールは、自分の娯楽のために大量の犯罪者を潰すよう命じたと言われている。こうした処刑を目撃したフランス人旅行者フランソワ・ベルニエールは、残虐な刑罰から皇帝が得た喜びへの彼の驚愕を記録した。ムガル帝国の処刑ゾウにより用いられた方法は潰すことだけでなく、デリーのムガルのスルタン国では、「牙に取り付けられた鋭利な刃で」ゾウが囚人を切り裂くよう訓練されていた。1330年代にデリーを訪れたムスリムの旅行者イブン・バットゥータは、ゾウによるこの特殊な処刑様式に対し、次のような目撃談を残した。
ある日、私自身が立ち会った時、高官の命を狙おうとしたことを告発された数人の者が連れて来られた。彼らは命令に応じて、犠牲者を引き裂くことを教え込まれたゾウのもとに投げられた。ゾウたちの爪には鋭い鉄の器具が取り付けられ、その先端はナイフのようになっていた。こうした際にはゾウ使いがゾウたちの上に乗り、彼らのもとに人が投げ込まれた時には、彼の周りを鼻を巻いて投げ上げ、歯で捕らえて前足の間の胸に投げつけ、ゾウ使いが命じた通りに、そして皇帝の命令に従った通りに行動する。命令が引き裂くことであれば、ゾウは鉄の付いた爪でそのようにし、集まった群衆の間にその破片を投げる。しかし、命令が彼を残すことであれば、皮が剥がされて干し草を詰められ、その肉が犬に与えられるまで皇帝の前に横たわったままにされる。
他のインドの政治機構もまた、ゾウによる処刑を実行した。マラーターのチャトラパティ、サンバージーは17世紀後半のマラーター役人Anaji Dattoを含む大勢の陰謀家のために、この死に方を命じた。もう一人のマラーターの指導者サンタージー・ゴールパデーは、軍紀違反のためにその処罰を課した。当時の歴史家ハフィ・ハーンは、「些細な無礼のために彼（サンタージー）はゾウの足下に人を投げ込む」と報告した。
19世紀初頭の作家ロバート・ケールは、ゴア州の王が「悪人の処刑のために複数のゾウを飼っている」ことを物語る。「犯罪者を殺すためにゾウのうち一頭が外へ連れられた際、もし飼い主がその犯罪者を早く死なせるよう望めば、この巨大な生き物は足下で即座に彼を潰す。だが飼い主が彼の拷問を望めば、ゾウは引き続いて手足を破壊し車裂きの刑に処す。」動物学者のジョルジュ＝ルイ・ルクレール・ド・ビュフォンは、ゾウが「単純で自然の本能というよりは、人間のような論理的思考」ができる根拠として、主人の目的によって技を使い分ける柔軟性を挙げた。
こうした処刑は、罪を犯す可能性のある者への警告として、しばしば公衆の面前で実行された。その目的のため、ゾウたちの多くは特別に大きく、重さは9tを超えることもあった。処刑は陰惨になるよう意図され、しばしばそのようになった。処刑に使われる同じゾウによって、公然と課される拷問が処刑前に行われることもあった。1814年のヴァドーダラーでのとあるこうした拷問と処刑の記述が、The Percy Anecdotesに保存されている。
その男は奴隷であり、二日前にAmeer Sahibと呼ばれていた先住民酋長の兄弟である主人を殺害した。11時頃、手に竹を持った原住民に囲まれ、背中に乗り手だけを乗せたゾウが持ち出された。犯人は三ヤード後ろの地面に置かれ、ゾウの右後ろ足のリングに固定された3本の縄で両脚を縛られていた。ゾウは一歩進む度に彼を前に引き、8歩か10歩ごとに別の手足を脱臼させたに違いなく、ゾウが500ヤード進んだ時には手足は失い千切られた。男は泥に覆われていたが、生きている様相を見せ、最も痛めつけられる拷問を受けているようであった。一時間ほどこのように拷問された後、彼は町の外に連行され、こうした目的のために指導されたゾウは後退し、犯人の頭に足を置いた。

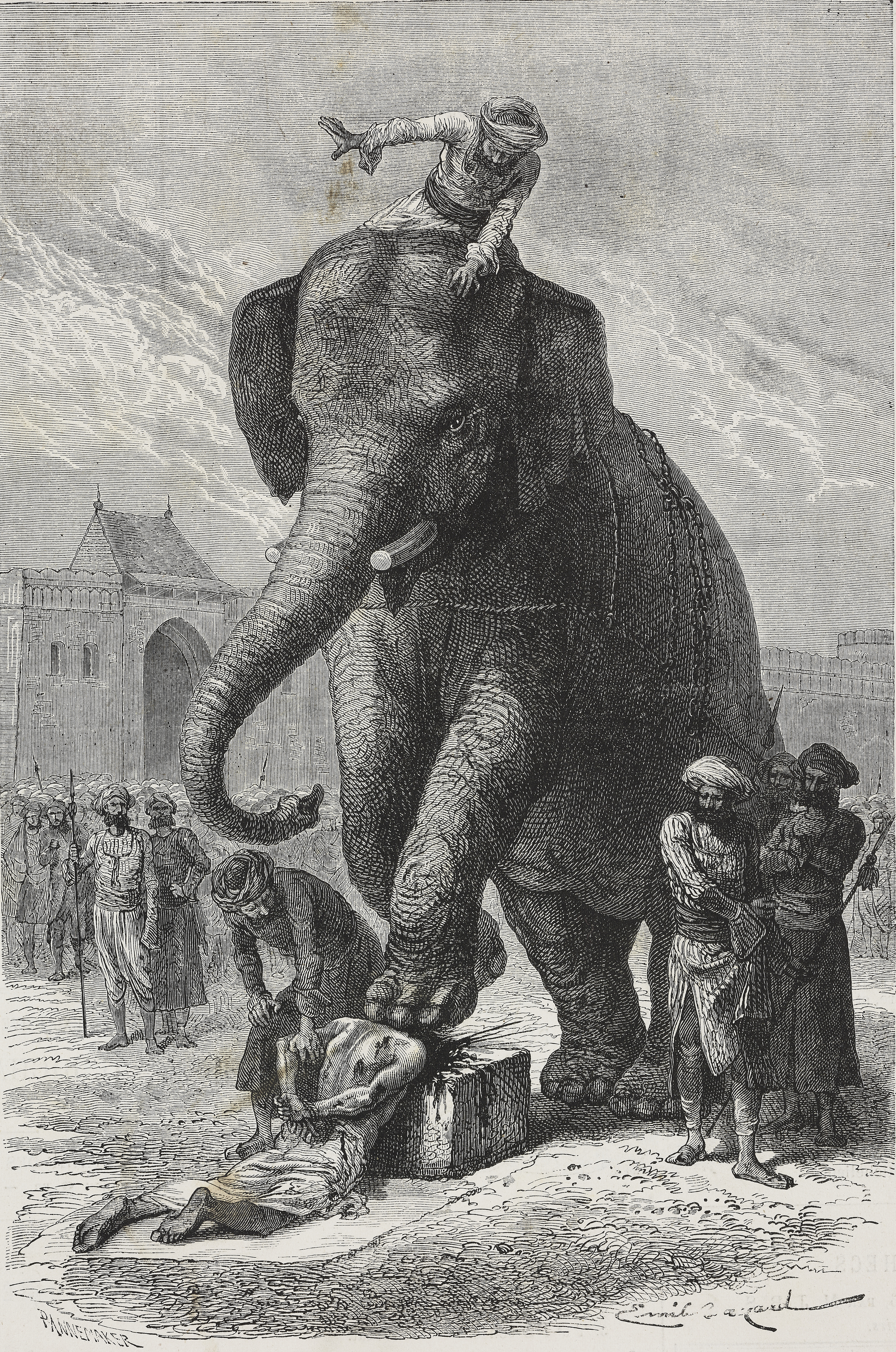
1868年に『Le Tour du Monde (世界旅行)』誌に掲載された記事に添えられた挿絵。 ルイ・ルスレのスケッチに基づく

死刑執行者としてのゾウの利用は19世紀後半にまで続いた。1868年のインド中部の遠征中、ルイ・ルスレはゾウによる犯罪者の処刑を描写した。処刑を描いたスケッチは、死刑囚が台に頭を乗せられ、そこでゾウが彼の頭を足下にて潰した状態を見せた。そのスケッチは木版画にされ、フランスで広く配布された旅行・冒険雑誌『世界旅行 (雑誌)』や『ハーパーズ・ウィークリー』といった、外国の雑誌にて出版された。
成長するイギリス帝国の勢力は、インドでのゾウによる処刑の衰退と最終的な終焉を引き起こした。1914年にEleanor Maddockは、ヨーロッパ人の到来以来、「古い習慣の多くが失われつつある。そのうちの一つは、処刑目的のために訓練されたゾウによる犯罪者の処刑という恐ろしい慣習であり、Gunga Raoという代々の名で知られていた」とカシミールで記した。

#### スリランカ

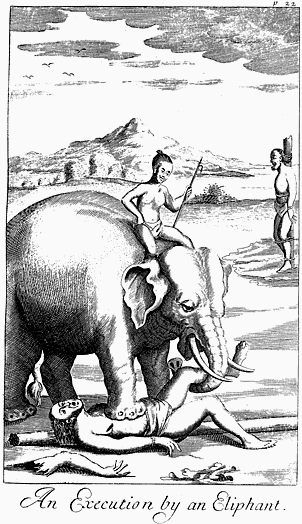
ロバート・ノックスの『An Historical Relation of the Island Ceylon』に掲載された1681年のイラストのように、象は有罪とされた者の手足を切断することがあった

処刑方法として、インド亜大陸や南アジア中でゾウは広く使われた。イギリスの航海士ロバート・ノックスは、スリランカでの監禁中に彼が目撃した、ゾウによる処刑方法を1681年に記述した。ノックスは、彼が見たゾウは「三つの刃を持つソケットが付いた鋭い鉄」が装備された牙を持っていた。その牙で犠牲者の身体を突き刺した後、ゾウは「身体を引き裂いて手足を投げ付けた」。
19世紀の旅行家ジェームズ・エマーソン・テネントは、「こうした場面を目撃したキャンディヤン（スリランカ）の酋長は、そのゾウは一度も牙を使わなかったが、平伏した犠牲者の上に足を置き、鼻の唐突な動きにより次々と彼の手足を毟り取った、と我々に断言した」。ノックスの本は、An Execution by an Eliphantという有名な絵画にてこの処刑方法を正確に描写する。
イギリスの外交官ヘンリー・チャールズ・シルは、犯罪者を処刑するためキャンディ王国最後の王スリ・ヴィクラマ・ラジャシンハにより使われたゾウのうち、一頭を訪れた時のことを記述した。1815年にキャンディ王国はイギリス人によって併合された後、ゾウによる踏み潰しは彼らにより廃止されたが、国王の処刑ゾウはまだ生存しており、明らかにその以前の任務を覚えていたようであった。シルは次のようにコメントしている。
先住民の王朝では、犯罪者を踏むことで彼らを殺すためにゾウを訓練することは慣習であり、その動物は身体の急所を避けて手足を潰すことによって、悲惨な苦しんでいる人の苦痛を長引かせることを教えられた。キャンディ最後の暴君の治世では、これは好みの処刑方法であり、我々の滞在中にかつての都にゾウの執行者の一頭がいたため、その動物の知性と記憶を具体的に試したいと切望した。そのゾウはまだらがあって巨大であり、首の上に飼い主を座らせて静かに立っており、我々に同行していた貴族がその男に、降りて片側に立つよう要求した。すると酋長は号令を口にし、ゾウに「その哀れな者を殺せ！」と命じた。ゾウは鼻を上げ、それを人間の周りに巻き付けるかのようにし、次に彼の前の地面にその者を置くかのような動作をし、そしてゆっくりと後ろ足を上げて、苦しんでいる人の手足があったであろう場所に、交互に足を置いた。これをゾウは何分か続けて、そして骨が砕けたことに納得したかのようにし、鼻を彼の頭上に高く上げてじっと立ったままになった。酋長が「仕事を終わらせろ」と命じると、そのゾウはすぐに片足を男の腹に、もう片足を頭に置き、潰して不運な者の苦痛を終わらせるため、その全身の力を使ったようであった。

#### 西アジア

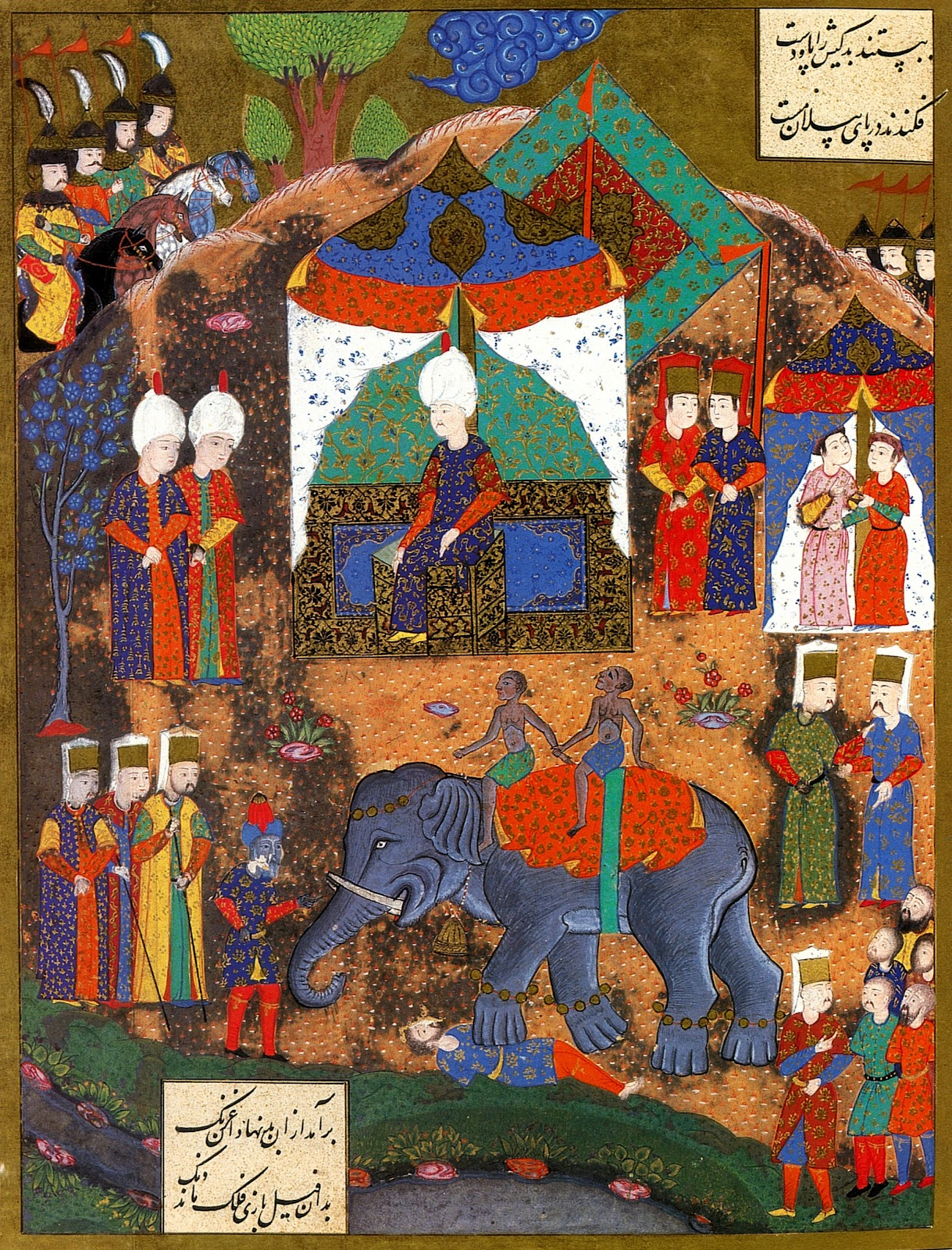
ベオグラードでの戦争捕虜の処刑を描いたオスマン帝国の細密画

中世には、東ローマ帝国、サーサーン朝、セルジューク朝、ティムール朝を含む、複数の西アジアの帝国によって、ゾウによる処刑が使われた。3千の妻と1万2千の女奴隷のハーレムを所有した、サーサーン朝のホスロー2世は、キリスト教徒のアラブ人アル・ヌーマン3世イブン・ムンドヒルの娘Hadiqahを妻として要求し、アル・ヌーマンはキリスト教の娘がゾロアスター教のハーレムに入る許可を拒んだために、ゾウに踏まれて死亡した。
その慣習はムスリムの中東の一部地域にて採用されていたようである。12世紀のユダヤ人旅行者にして、ラビであるレーゲンスブルクのペタヒアは、セルジューク支配下の北メソポタミア（現在のイラク）での滞在中に、これによる処刑方法を報告した。
ニネヴェにはゾウがいた。その頭は突き出ていなかった。それは大きく、一度に荷馬車2台分の多量の藁を食べる。口は胸の中にあり、食べようとする時は唇を2キュビットあまり突き出し、藁を持ち上げて口の中に入れる。スルターンが誰かに死を宣告する際、彼らはゾウに「この者は有罪だ」と言う。するとゾウは唇でその者を捕らえ、空高く放り投げて殺すのである。

### 西洋の帝国
ローマ帝国、カルタゴ、古代マケドニア人は、時々処刑用にゾウを使った一方、最も有名なハンニバルについて言えば、軍事目的で戦象も利用した。脱走兵や戦争捕虜、軍事的犯罪者はゾウの足下で死刑に処されたことが、古代の年代記編者たちにより記録されている。紀元前323年のアレクサンドロス3世の死亡時にマケドニア王国の摂政となったペルディッカスは、バビロンの街でメレアグロスの派閥からの反逆者をゾウに投げつけ潰させた。ローマの作家クイントゥス・クルティウス・ルフスはその著書『Historiae Alexandri Magni』にて、次の話を物語る。
ペルディッカスは彼ら（反乱者たち）が無力化され、なすがままになっているのを見た。アレクサンドロスの死後に開かれた最初の会議でメレアグロスが急に飛び出した時、ペルディッカスは当時メレアグロスに従っていた300人ほどの者を本体から引き抜き、彼は全軍の目前で彼らをゾウのもとに投げた。その獣の足下で踏まれて全員が死亡した…。
同様に、ローマ人作家ヴァレリアス・マキシマスは、ルキウス・アエミリウス・パウルス・マケドニクス将軍がどのように投げたかを記録している。「ペルセウス王が (紀元前167年に) 打ち負かされた後、彼は同じ過失（脱走）について男たちをゾウの下へ投げ付けて踏ませた…。そして、実際に軍紀はこの種の厳しくぶっきら棒な罰を必要とする。なぜならば、こうして軍事力が確かなものとして確立し、それが正道から転落した時には覆されるからだ。」
民間人の簡単な処刑として使われたゾウの記録はより少ない。一つのこうした例は、フラウィウス・ヨセフスによって言及され、おそらく創作であろうが、エジプトのユダヤ人に関連したマカバイ記3の第二正典である。マカバイ記3は、奴隷にしてエジプトのユダヤ人にディオニューソスのシンボルで焼印を押すという、プトレマイオス4世 (在位紀元前221年-紀元前204年) による企図を記述している。ユダヤ人の大多数が抗議すると、王は彼らを集めてゾウに踏まれるよう命じたと言われている。おそらく天使の介入によって、その集団処刑は最終的に阻止され、その後プトレマイオスはユダヤ人の臣民たちに対してすっかり寛大な態度を取った。

## 現代におけるゾウによる踏み付け
ゾウによる死傷事故は近年でも、アフリカや南アジアのゾウと人間が共存する地域では珍しくない。しかしこれらは野生のゾウが人間を襲うものや飼育下のゾウに誤って踏まれてしまうもので、人間が殺人の目的で訓練されたゾウを使うということはない。
よく似た、しかし直接には関係のない言葉に、「ゾウつぶし」というものがある。若い野生のゾウを体罰や嫌悪刺激による条件づけを用いて、人間に慣れさせる方法（しつけ）を指す。主に東南アジアと南アジアで行われる、伝統的な手法である。PETAなどの動物愛護団体からは、動物虐待ではないかと抗議されている。